# Joseph Geefs
Joseph Geefs (Anversa, 23 dicembre 1808 – Anversa, 9 ottobre 1885) è stato uno scultore belga.
Anche i suoi fratelli Guillaume Geefs e Jean Geefs erano scultori.
Joseph Geefs è nato ad Anversa dove ha studiato all'accademia reale di belle arti, passando all'École des beaux-arts di Parigi e vincendo il Prix de Rome nel 1836.
Nel 1841 divenne docente di scultura e anatomia all'Accademia di Anversa, diventandone il direttore nel 1876. Fu nominato ufficiale dell'Ordine di Leopoldo nel 1859.
Geefs morì nella sua città natale e fu sepolto a Berchem.

## Biografia

### Primi anni
Joseph Geefs, nato ad Anversa il 23 dicembre del 1808, era un membro della famiglia Geefs, comprendente sette scultori nati dai due matrimoni di Joannes Geefs (1779-1848), un panettiere. Joseph Geefs fu il secondo figlio del primo matrimonio di suo padre con Jeanne Thérèse Verbruggen (1775-1822). Cinque dei suoi fratelli erano scultori: Guillaume, Aloys, Jean, Théodore e Charles, mentre suo fratello Alexandre era un medaglista.
Joseph Geefs riuscì più facilmente nel convincere suo padre a lasciargli seguire la vocazione artistica rispetto a suo fratello maggiore Guillaume, il cui successo nella scultura era stato veloce. All'inizio si formò presso Jean-Louis Van Geel, in seguito raggiunse suo fratello maggiore e studiò all'accademia reale di belle arti di Anversa, dove ottenne il primo premio di scultura. Dal 1833, partecipò al Salone di Bruxelles, dove espose un Adone, e l'anno successivo al Salone di Anversa, dove, grazie alla sua Igea, si guadagnò il primo premio. Quest'opera venne premiata dalla Società per l'incoraggiamento delle belle arti di Liegi, che l'acquistò nel 1836. Nel 1835, egli vinse il primo premio al Salone di Gand per il suo bassorilievo che omaggiava Charles Van Hulthem.
In seguito, grazie al premio di Roma belga e alla borsa di studio relativa, che vinse grazie al suo Job dans la misère visité par ses amis nel 1836, si recò in Francia per perfezionare la sua arte alla scuola di belle arti parigina, dove si formò presso Jules Ramey e ottenne un primo premio di scultura nel 1836. Il suo viaggio all'estero durò quattro anni, nel corso dei quali si formò in Italia, a Roma, a Napoli e a Firenze, delle città dove assorbì l'essenza classica, d'influenza ellenica, alla quale rimase fedele per tutta la sua carriera. Nel 1841, la sua Orpheline du pêcheur ottenne la medaglia d'oro al Salone di pittura e di scultura di Parigi.

### Carriera
Il 3 novembre del 1841, stabilitosi ad Anversa, Joseph Geefs venne scelto per succedere a suo fratello Guillaume (ormai residente a Bruxelles a causa della realizzazione delle commissioni del governo) come professore di scultura e di anatomia all'accademia di Anversa. Egli divenne il direttore dell'accademia nel 1876.
Tra i suoi molti studenti si citano Jules Baetes, Clément Carbon, Frans Deckers, Joseph Ducaju, Louis Dupuis, Robert Fabri, Jef Lambeaux, Jean-André Laumans e Bart van Hove.

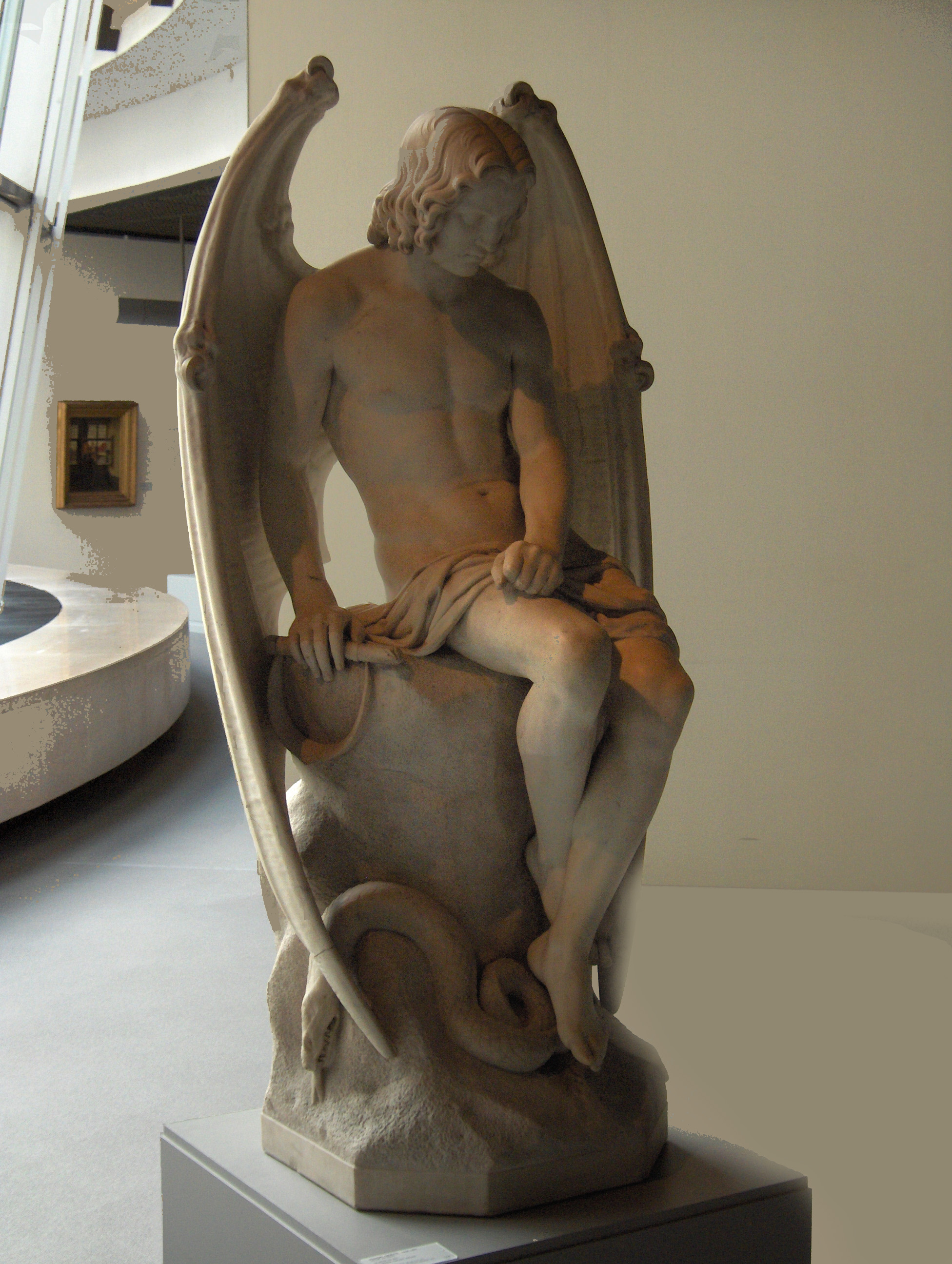
Il genio del male, copia in gesso di Joseph Geefs del 1842.

Contemporaneamente alla sua carriera accademica, Joseph Geefs espose costantemente ai vari Saloni belgi e iniziò a vendere le sue sculture al re Leopoldo I, al granduca Bernardo di Sassonia-Weimar-Eisenach e al re Guglielmo II dei Paesi Bassi. Joseph Geefs realizzò Il genio del male per la cattedrale di San Paolo a Liegi, esposto al Salone brussellese del 1842. Un critico del quotidiano L'Indépendance affirma:
Quando l'opera venne posta nella cattedrale, le autorità ecclesiastiche, in particolare il vescovo di Liegi, Corneille van Bommel, disapprovarono il carattere non abbastanza cristiano e troppo "sublime" dell'opera di Joseph Geefs e fecero rimuovere la sua statua per sostituirla, nel 1848, con una versione più religiosa, nata dallo scalpello di Guillaume Geefs, che realizzò un nuovo Genio del male al quale aggiunse vari dettagli per rendere più evidente l'aspetto luciferino e il tema della punizione.

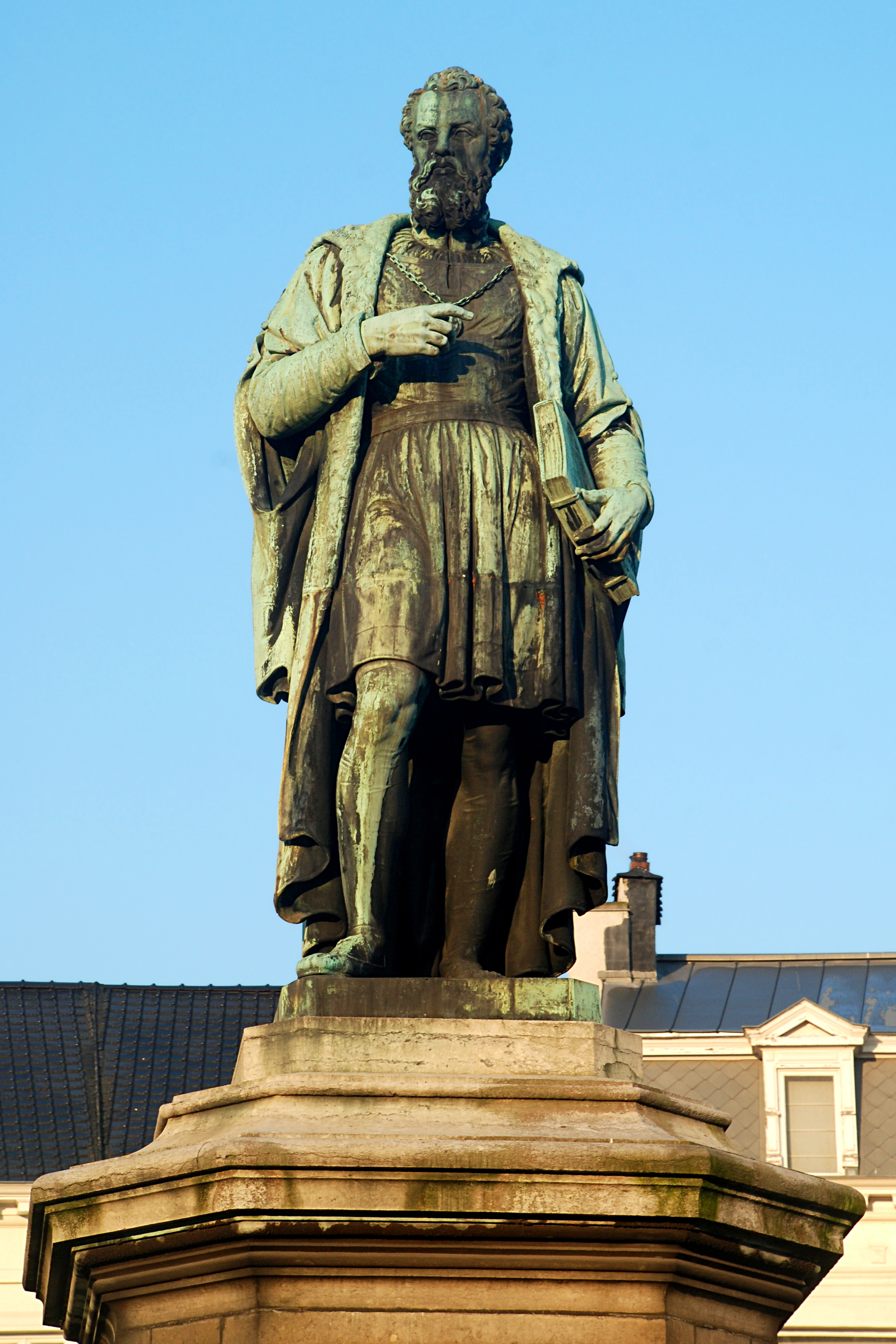
Statua di Andrea Vesalio (1846)

Il Belgio, una nazione allora nata di recente, non aveva ancora delle statue storiche per ricordare le glorie del passato. I dirigenti politici ritenevano che bisognava rimediare a questa mancanza nella statuaria belga. A Joseph Geefs, pertanto, venne commissionata una statua ritraente Andrea Vesalio con la firma di un contratto con il governo Nothomb il 17 ottobre del 1843, approvato con un decreto reale del 24 dicembre successivo. Joseph Geefs si impegnò a realizzare il modello della statua, a farla fondere nel bronzo e ad assicurarne la collocazione. Dopo qualche ritardo, l'opera venne fusa il 26 luglio del 1847 presso la fonderia Trossaert a Gand. L'inaugurazione del monumento, alla presenza del corpo medico, delle autorità nazionali e di chi aveva firmato la sottoscrizione, si svolse il 31 dicembre del 1847, nella place des Barricades a Bruxelles. Il talento di Geefs venne riconosciuto unanimemente. Edmond Marchal, il biografo di Joseph Geefs, scrisse:

### Vita privata
Per quanto riguarda la sfera privata, nel 1844 Joseph Geefs sposò a Gand Adèle, la figlia dell'architetto Louis Roelandt, e divenne il cognato dell'architetto Louis van Overstraeten, del quale decorò la tomba. Joseph Geefs divenne padre di cinque figli: tre femmine e due maschi: Georges (1850-1933), anche lui scultore, ed Eugène (1854-1925), architetto, vincitore del premio di Roma belga nel 1879.
Joseph Geefs morì ad Anversa il 9 ottobre del 1885, all'età di 76 anni. I suoi funerali si svolsero con solennità nella sua città natale, in presenza dei membri dell'accademia del Belgio, nella chiesa di Sant'Agostino ad Anversa, il 13 ottobre seguente.

## Opere
Lista non esaustiva basata sul catalogo di Edmond Marchal.

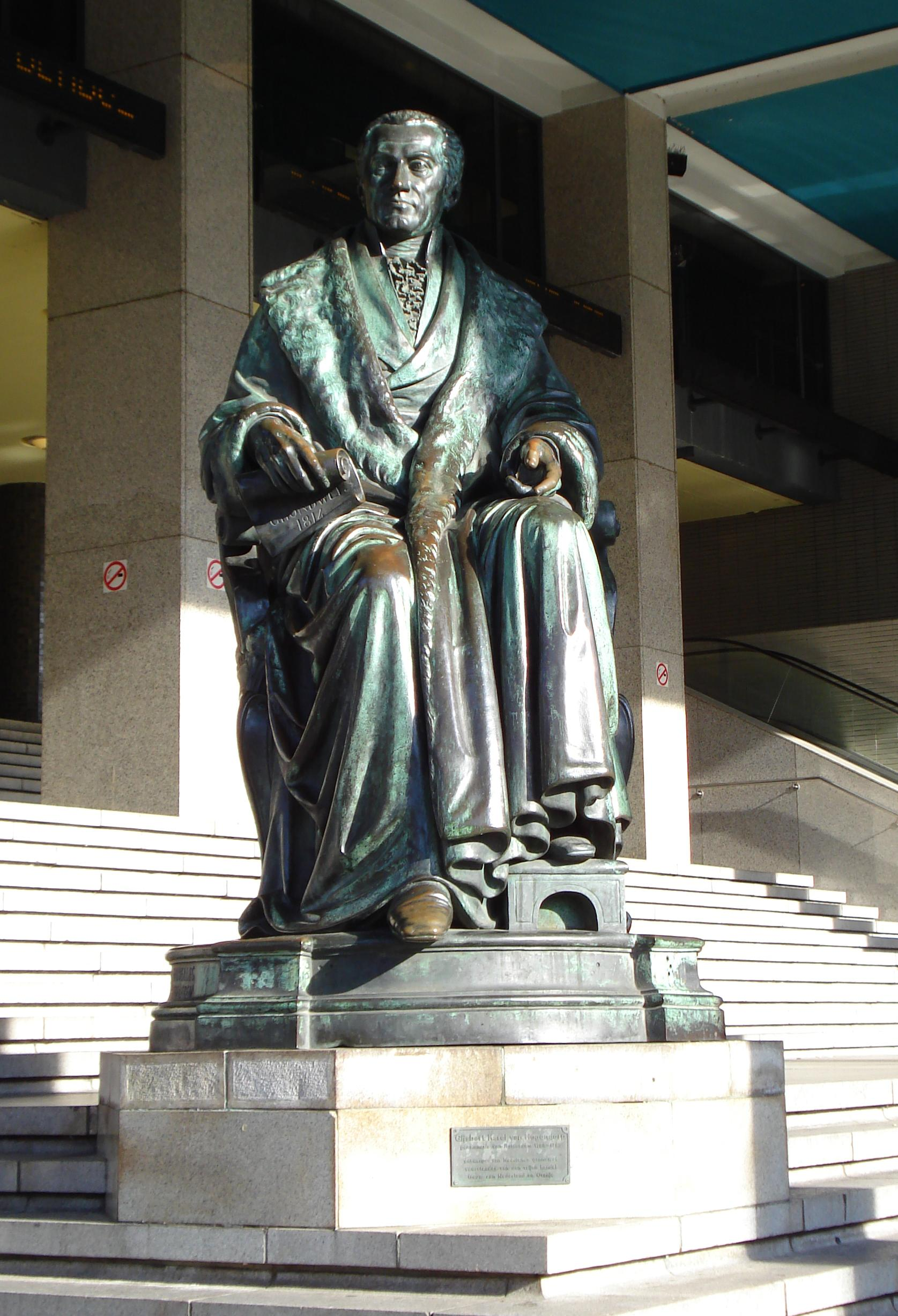
Statua di Van Hogendorp di Josef Geefs (1867)

### Belgio

#### Anversa
- Le Rêve, gruppo in marmo esposto al Salone di Anversa del 1843;
- La fille du pêcheur, figura in marmo, galleria Nottebohm (1846);
- Busto di Florent van Ertborn al Museo reale di belle arti di Anversa (1849);
- Chevalier Constantin Van Havre, busto in pietra (1853);
- Apollon, Uranie e Thalie, statue che ornano la facciata del Teatro francese (1853);
- Roland de Lassus, statua in pietra, e Henri Simon, compositeur nella sede estiva della Società reale della Grande Armonia (1865);
- M. Notteboom e M. et Mme Nottebohm, busti alla galleria Nottebohm (1865 e 1866);
- Cavaliere indiano attaccato da due giaguari (1869) e Cacciatore con bottino, nello zoo di Anversa (1869);
- Statua equestre di Leopoldo I del Belgio (1872);
- Le jeune pêcheur du se noie attaqué par la sirène, gruppo in marmo di due figure, museo degli accademici (1874-1882).

#### Bruges
- 24 statue in pietra che ritraggono i conti e le contesse delle Fiandre sulla facciata del municipio di Bruges (1857).

#### Bruxelles
- Louis Gallait, busto in marmo esposto al Salone di Bruxelles del 1839;
- Sainte Philomène, medaglia d'argento esposta al Salone di Bruxelles del 1839;
- Saint Michel terrassant le démon, esposto al Salone di Bruxelles del 1839;
- Saint Georges, esposto al Salone di Bruxelles del 1839;
- Masaniello, esposto al Salone di Bruxelles del 1839;

- Il genio del male, Museo reale delle belle arti del Belgio (1842);

- Statua di Andrea Vesalio, statua monumentale in bronzo, place des Barricades (1846);[23]
- Baldovino di Costantinopoli, statua in pietra di Francia nel grande vestibolo del Palazzo della Nazione (1848);
- La Libertà d'istruzione e la Libertà di stampa, statue in bronzo agli angoli della Colonna del Congresso (1859);
- Le Belle Arti, Il Commercio, L'Agricoltura e L'Industria, quattro statue in marmo della facciata della prima stazione Nord (1862);
- Statua della Vergine Maria nella chiesa reale di Santa Maria (1865).

#### Gand
- La Malice, le langage des fleurs, La Coquetterie e Le Messager fidèle, quattro statue di marmo, Salle de la Société de la Concorde (1847);
- Bassorilievo, facciata della stazione principale (1853).

#### Mechelen
- Via Crucis (1867) nella chiesa dei Santi Pietro e Paolo[24].

### Paesi Bassi

#### Heiligerlee
- Monumento ad Adolf van Nassau (1873), su progetto di Johannes Hinderikus Egenberger.

#### Rotterdam
- Gijsbert Karel van Hogendorp, statua monumentale in bronzo (1867), Coolsingel.

#### Tilburg
- Medaglione con ritratto di Guglielmo II dei Paesi Bassi su un obelisco (1874).